# Xiphocentron alecto
Xiphocentron alecto is een schietmot uit de familie Xiphocentronidae. De soort komt voor in het Neotropisch en het Nearctisch gebied.